# Pulpa

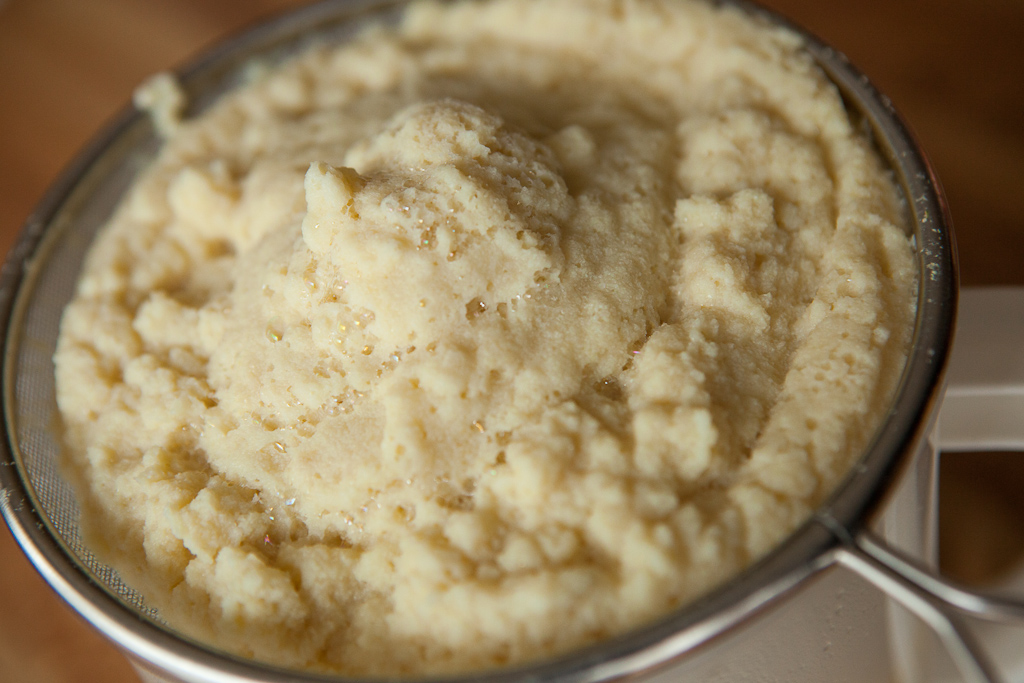
Okara, pulpa z nasion soi

Pulpa – używane w przemyśle spożywczym określenie półproduktu powstałego ze zgniecionego, rozdrobnionego materiału. 
Pulpa owocowa jest półproduktem powstającym podczas produkcji dżemów i powideł, otrzymuje się ją z oczyszczonych owoców, niekiedy utrwalonych poprzez mrożenie, pasteryzację lub sulfitację.
Pulpa ziemniaczana jest półproduktem powstającym w procesie otrzymywania m.in. mąki ziemniaczanej, uzyskiwana jest przez przetarcie surowych ziemniaków.

## Inne znaczenia
Niekiedy pulpą nazywa się też ścier drzewny, masę celulozową, masę papierniczą i inne półprodukty o podobnej konsystencji.